# Calomys venustus
Calomys venustus е вид гризач от семейство Хомякови (Cricetidae). Видът не е застрашен от изчезване.

## Разпространение
Разпространен е в Аржентина.